# غاريقون حرجي
غاريقون حرجي (الاسم العلمي: Agaricus silvaticus) هو نوع من الفطريات يتبع جنس الغاريقون من الفصيلة الغاريقونية.